# 高奇峰

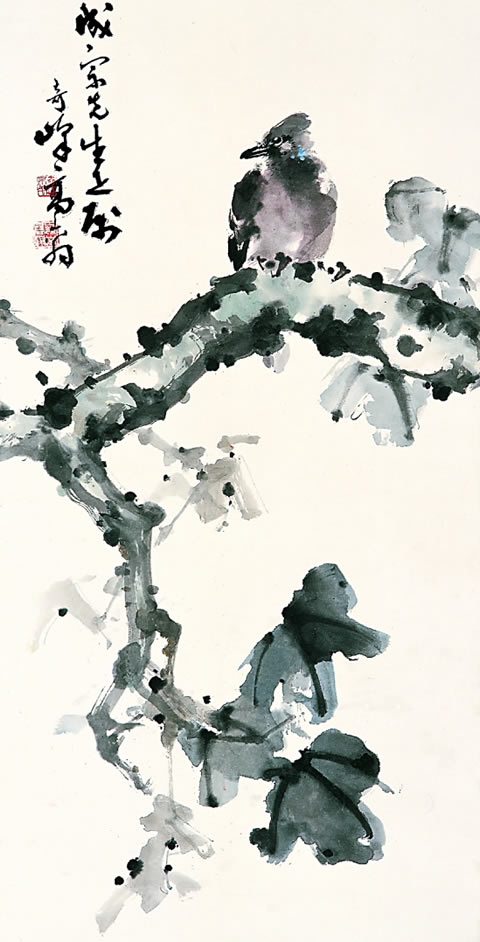
高奇峰所繪花鳥

高奇峰（1889年6月13日—1933年11月2日），名嵡，字奇峰，以字行，廣東番禺員崗村人，岭南画派画家，与胞兄高剑父、陈树人并称“二高一陈”，又稱「嶺南三傑」。

## 生平
清光绪十五年，公元1889年6月13日，高奇峰生于广东番禺县一户中医世家，是家中的老五。七歲时父亲逝世，九歲时母亲也过身。父母过世后，由于家境清贫，高奇峰寄食于他人之家为小役，同時在其兄高劍父的指導下習畫。直至1906年高剑父在兩廣優級師範學堂擔任圖畫教員，生活逐漸穩定后，方挈之归。15歲時，高奇峰皈依基督教，進入吳碩卿牧師在廣州河南開設的玻璃店內繪畫燈罩。後與碩卿弟精魂在廣州河南龍導尼開辦另一所玻璃店。

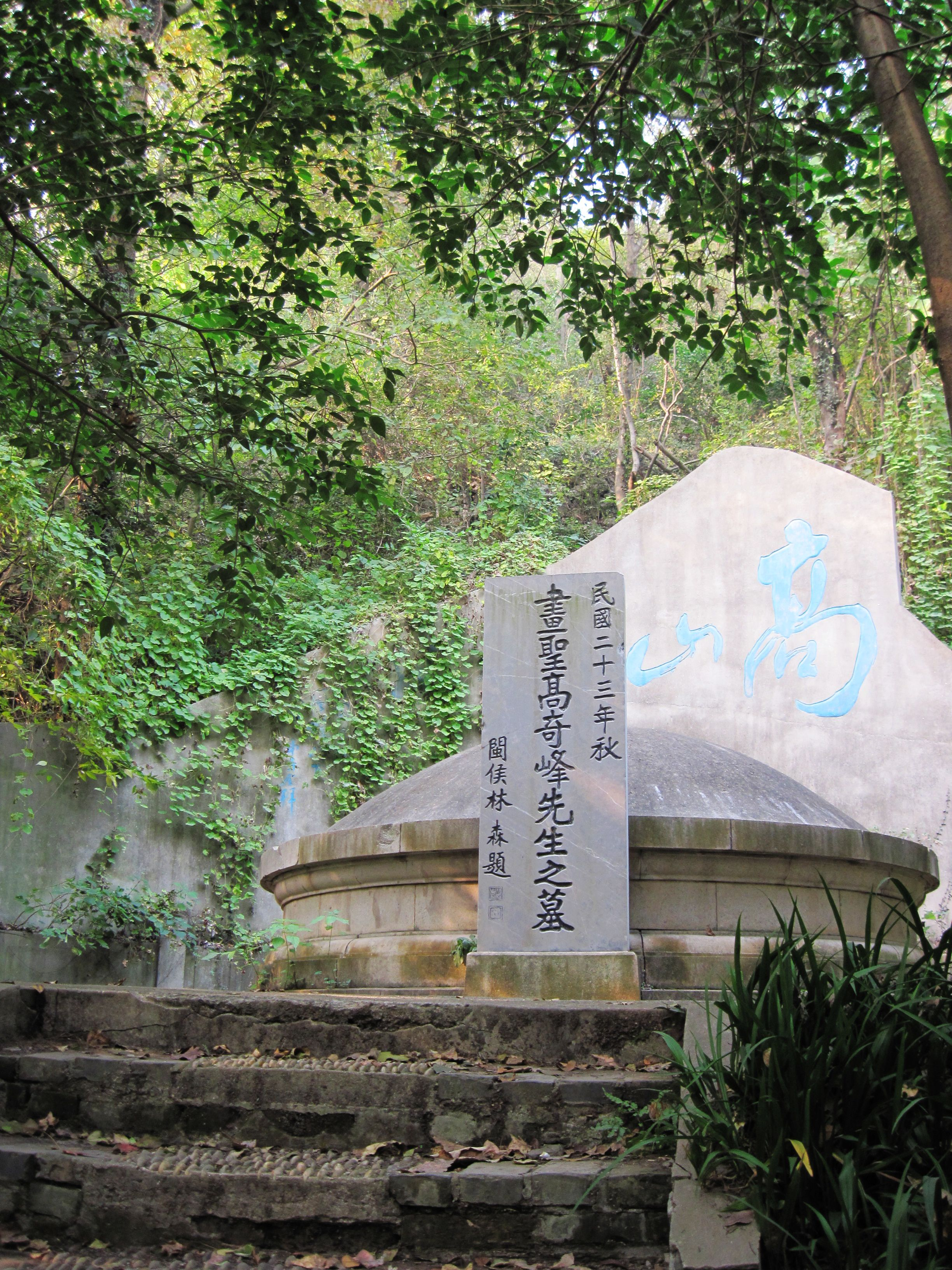
南京栖霞山高奇峰墓

1907年，十七歲的高奇峰随高剑父留學日本，師從日本名畫家田中賴璋。1908年随高剑父回國後，與高劍父在上海出版《真相畫報》及在廣州出版《時事畫報》，鼓吹革命。1911年中华民国建立后，随高剑父前往日本，继续藝術生涯，研究製版學。1918年返穗，任教于广东甲种工业学校，并创办美学馆授艺。1925年开始，执教于岭南大学。1929年，高奇峰由于劳累过度，积劳成疾只得在珠江边隐居养病，病后筑天風樓于江边以居住，由于宿疾時發，深居简出，绝少见客，但是仍然不放弃作画。在1931年的比利時萬國博覽會中，高奇峰获得最優等獎。當時各國博物館爭相購藏其傑作。1933年，在筹备赴德国举行的中国艺术展览时，旧疾复发，于11月2日在上海病逝，时年四十五岁。1936年12月27日，奉国民政府之令，葬于南京棲霞山，时任国民政府主席林子超为其墓碑题曰：“畫聖高奇峰先生之墓”。

## 艺术

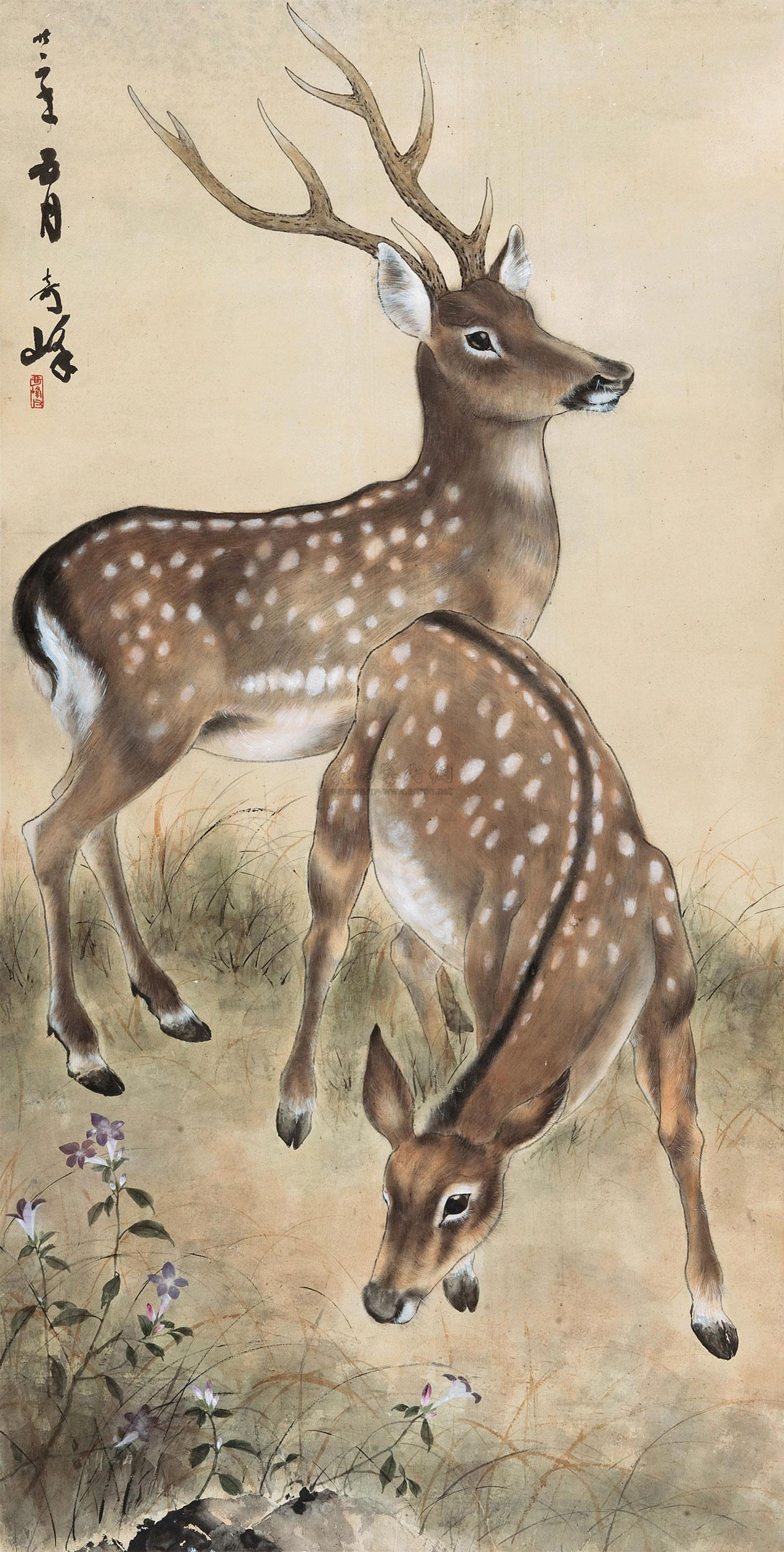
高奇峰所畫的鹿

高奇峰與高劍父、陳樹人合稱“二高一陳”，題材以翎毛走獸、花卉、山水為主，是嶺南畫派創始人之一。高奇峰早年随高剑父习画时，间接师承了清末广东画家居廉、居巢的撞粉撞水技法和画风。留日期间，他接触到西方写生素描和透视等技法，眼界更为开阔，从中西画学撷取所长，形成了自己的艺术风格。他的创作以翎毛走兽、花卉、山水为主，尤喜画鹰、狮和虎。他的作品融合了中国画传统的笔墨形式和日本画法，在注重写生的同时又长于用色和水墨的渲染，具有用笔雄健、敷色湿润、形象生动的特点。所画月夜、冬雪等景物常有一种清丽秀润、晶莹光洁的意韵。他画翎毛走兽，或奔逸或细润，不拘成法，其风格在雄健与俊美之间，晚期作品多粗犷豪迈的写意之体。弟子有趙少昂、張坤儀、葉少秉、何漆園、容漱石、黃少強、周一峰等，並稱為“天風七子”。

## 著作
画集与画论：
- 《奇峰畫集》七輯
- 《新美學》
- 《美感與教化》

画作：
- 《枫鹰图轴》
- 《海鹰》
- 《白马》
- 《怒狮》
- 《虎啸》
- 《孤猿啼雪》
- 《山高水长》

## 紀念
2017年6月，廣東美術百年大展學術委員會公佈了特別評選出的廣東百年美術史上的21位廣東美術大家，其中包括高奇峰、李鐵夫、何香凝、高剑父、陳樹人、林風眠、林風眠、趙少昂、關山月、羅工柳等。

## 家庭
高奇峰未婚，無子嗣。有二姪高為參、高為鐵、二姪女高為絢、高為素。另有義女張坤儀，為著名女畫家。